# Charles Grelinger
Karel (Charles) Grelinger (Amsterdam, 30 september 1873 –  september 1942) was een Frans componist en pianist van Nederlandse komaf.
Hij was zoon van commissionair/makelaar in meubilair Leon Grelinger en Regina Fleischmann.
Hij kreeg muzieklessen in Amsterdam bij De Jong en Karel Fischer  maar de familie vertrok naar Parijs, alwaar hij les kreeg van Alexandrine Ménard. Hij werd als tienjarige aangenomen aan het conservatorium van Parijs. Het gezin trok echter weer naar Amsterdam, alwaar hij verder studeerde aan het Conservatorium van Amsterdam. Na een vijfjarige studie studeerde hij af, maar wel met een onvoldoende voor harmonieleer. Hij werd repetitor bij de Nederlandsche Opera van Johannes George de Groot en nam nog bij Daniël de Lange lessen in contrapunt en compositieleer. In 1891 vertrok hij naar Zwitserland om er tweede dirigent van een operagezelschap aldaar. Voorts schreef hij daar zijn eerste opera Sombreval, die het bracht tot een uitvoering in Amiens.
In 1928 bracht hij zijn autobiografie uit getiteld 35 Ans de puree, opgedragen aan zijn nicht Regina Grelinger. Al eerder schreef hij een Eerste Solfegeboek en was hij muziekrecensent voor Le moniteur de theatre.
Hij, van Joodse komaf, overleed tijdens konvooi 39 vanuit Parijs naar Auschwitz. Tijdens een deportatie werd hij doodgeslagen door de Duitse bezettingsmacht, aldus de bijlage bij de Kruseman.
Lijst van composities:
- Pierrot Musicien (pantomime in een bedrijf (1896)
- Sombreval (opera, 1896/1897)
- Les Pharaos (opera, 1899, libretto deels van Charles Grandmougin)
- Nicolas Nickleby (komische opera in drie bedrijven, 1900)
- L’arbe de Noël (lyrisch drama in een bedrijf, 1902
- Le pantalon rouge (operette in drie bedrijven, 1903), werd vertaald in Duits, Frans en Engels
- Op hoop van zegen, lyrisch drama, 1907; uitgevoerd in het Paleis voor Volksvlijt met een debuterende Carel Butter)
- Trijntje verdacht (pantomime in een bedrijf (1908)
- Le songe d’une nuit d’hiver (pantomime in een bedrijf)
- Ashavere (lyrisch drama in een bedrijf, oorspronkelijk gecomponeerd op Nederlandse teksten)
- La guerre en dentelle (veelvuldig uitgevoerd in Parijs
- Pour l’aurora
- Werther et Charlotte (lyrisch drama in vier aktes, 1919, uitgevoerd in 1928)
- Baruch de Spinoza, een suite voor piano
- Berceuse of Sur l’eau (opus 133) voor piano
- Consolation (opus 144) voor piano en viool
- Pastorale (opus 105)
- Premiere jeunesse, valse moderne (opus 98)
- Curieuse histoire (opus 206) voor piano
- Propos d’amour (opus 116) voor piano
- La ronde de nuit (opus 113) voor piano
- Trianon (opus 131) voor piano

- Bibliothèque nationale de France: cb16360474d (data)
- Gemeinsame Normdatei: 135209870
- International Standard Name Identifier: 0000 0001 2029 3590
- Library of Congress Control Number: n2009018798
- Nationale Bibliotheek van Letland: 000316228
- Nationale Bibliotheek van Tsjechië: mzk2011640805
- Nationale Bibliotheek van Polen: a0000002878977
- Nederlandse Thesaurus van Auteursnamen: 067570720
- Virtual International Authority File: 80032814
- WorldCat: E39PBJhXc7K4kKKYQYgh3rYByd